# Luigi Bienaimé

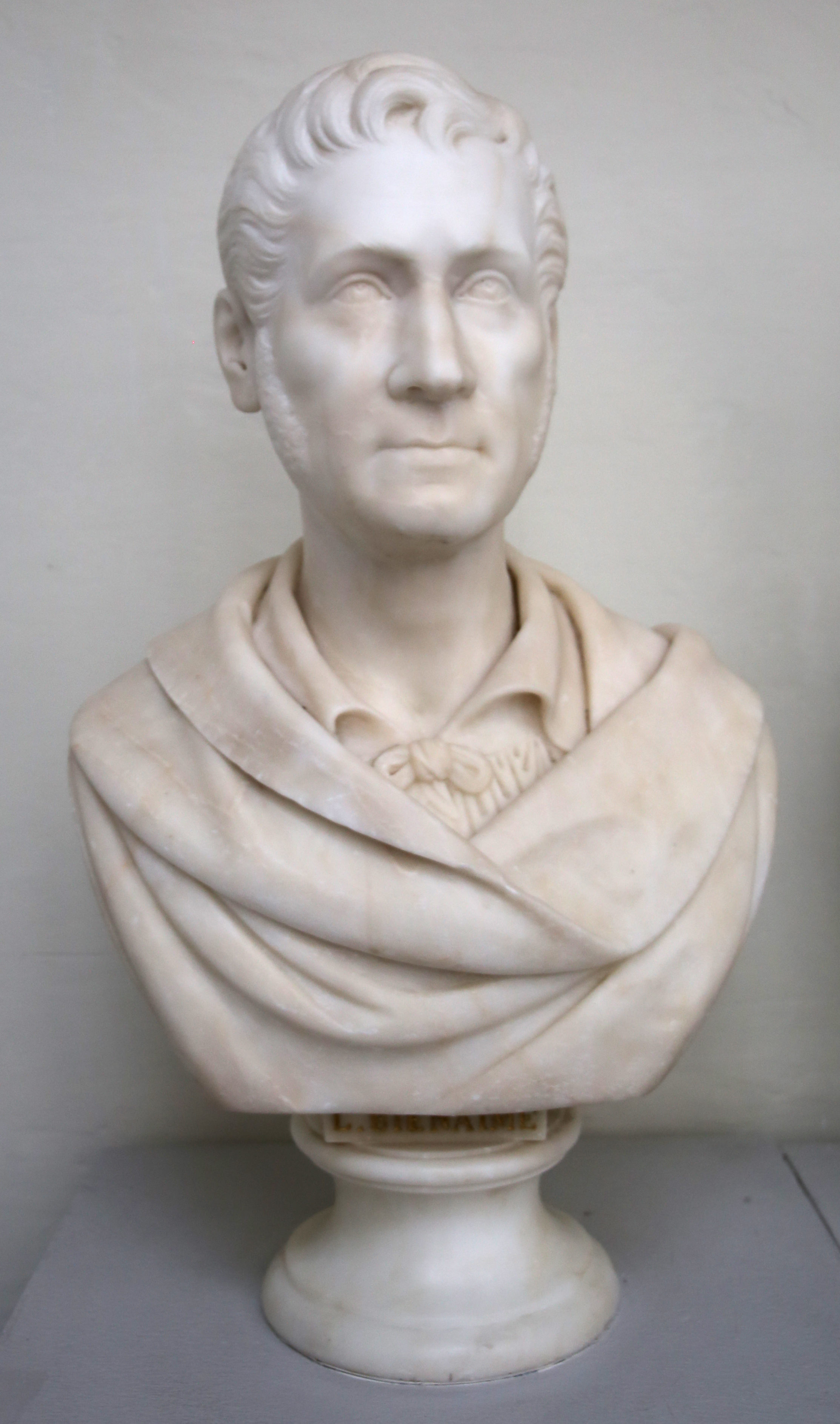
Giuseppe Livi, Busto di Luigi Bienaimé, 1861

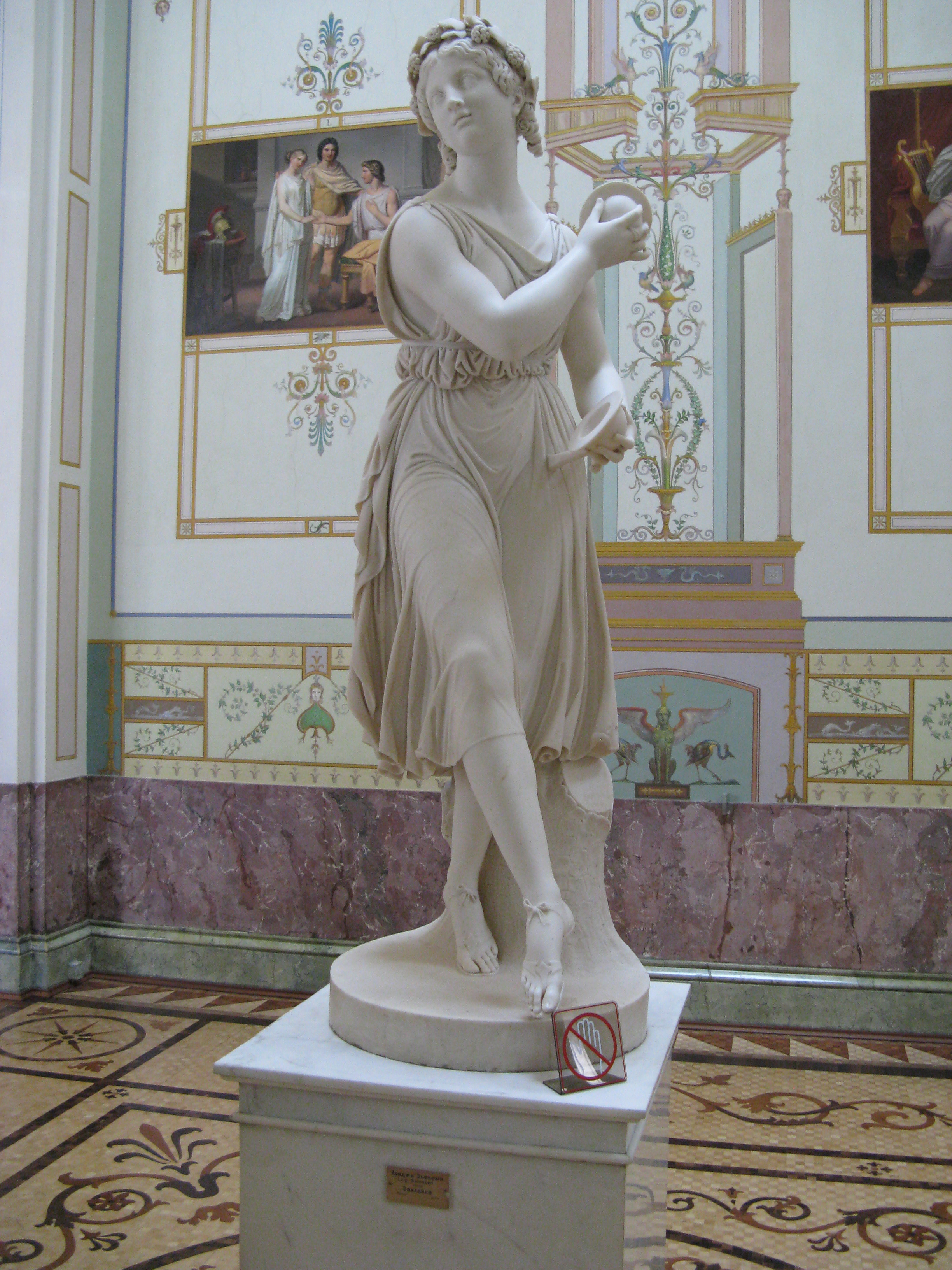
La Baccante danzatrice, Ermitage, San Pietroburgo

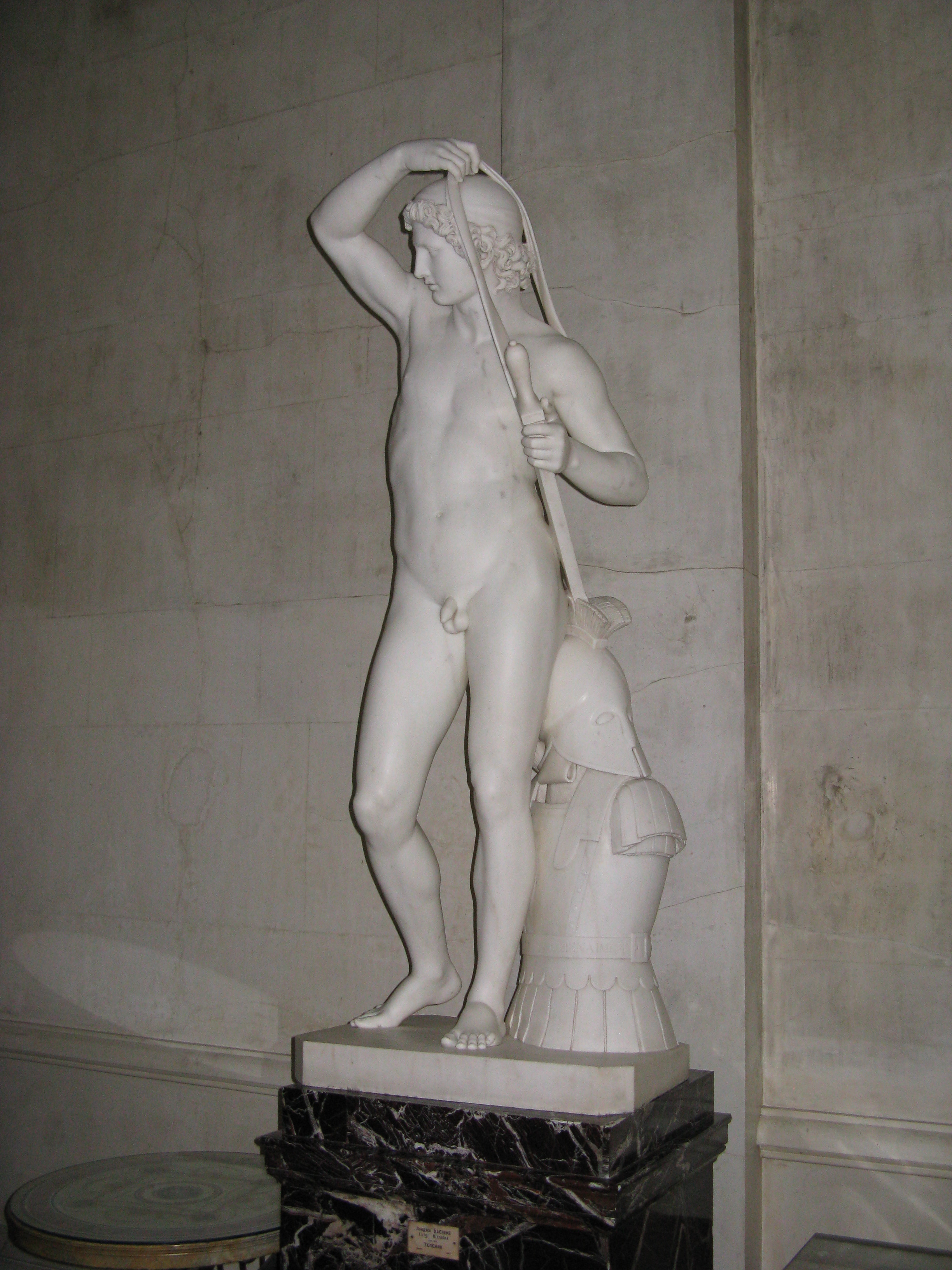
Telemaco (1835), Ermitage, San Pietroburgo

Luigi Bienaimé (Carrara, 2 marzo 1795 – Roma, 17 aprile 1878) è stato uno scultore neoclassico italiano di origini belghe.

## Biografia
Nacque da Maria Caterina Tosi, seconda moglie di Francesco Giuseppe Bienaimé, il cui padre s'era trasferito in Italia dalle Fiandre (1749). Si formò presso l'Accademia di Belle Arti di Carrara, e vi ricevette un pensionato per Roma (2 marzo 1818). Nell'allora capitale pontificia, assieme al fratello Pietro Antonio Bienaimé (Carrara, 4 luglio 1781-28 marzo 1857; che il padre ebbe da Ursula Lazzarini), riuscì ad accedere nella rinomata bottega dello scultore danese Bertel Thorvaldsen, venendo incaricato di collaborare a varie opere. Ottenuti anche i favori del maestro per le sue capacità di copista, svolse per lui altre mansioni, promuovendolo come dirigente contabile dello studio romano (1827); grazie alla sua amministrazione e ai documenti prodotti, ha permesso agli storici dell'arte e ai biografi la ricostruzione delle date dei lavori di Thorvaldsen, a volte da lui ultimati.
Fu iscritto per meriti raggiunti come professore nella sezione scultura dell'Accademia di San Luca (17 maggio 1844).

## Opere
Nonostante la mole di dati sulle opere del maestro le sue sono poche e di difficile attribuzione:
- San Giovanni battista (1820), Metropolitan Museum of Art, New York;
- Una scultura in gesso, conservata all'accademia di Carrara;
- diverse riproduzioni di una Allegoria dell'Innocenza, situate a:
  - villa Carlotta a Cadenabbia (Griante);
  - l'Accademia di Carrara (1821);
  - palazzo d'Inverno di San Pietroburgo;
- sei copie del busto realizzato da Thorvaldsen dell'imperatore Alessandro di Russia.
- il busto in gesso del cardinal Albani (Accademia di Carrara, 1831);
- altre commissioni per il principe Alessandro a palazzo d'Inverno (1839);
  - tra queste due statue dell'eroe greco Telemaco (oggi allocate un'all'accademia di San Luca e l'altra all'Accademia di Carrara); un'Andromeda; un'Andromaca; una Diana sorpresa; uno Zefiro; una Baccante danzante; Psiche abbandonata da Amore; un gruppo Il matrimonio;
- la Venere per il duca Alessandro Torlonia (1842), dapprima a Checchetelli (oggi al palazzo Corsini di Roma);
- il Mercurio (palazzo Corsini);
- la Venere del museo civico di Torino;
- una riproduzione dell'erma di Napoleone realizzato da Thorvaldsen (nella casa dei Bienaimé a Marina di Carrara; l'originale del maestro è situato al Museo Thorvaldsen);
- un David (1819, Accademia di Carrara);
- due bassorilievi sempre ispirati ai miti greci:
  - Giasone alla conquista del vello d'oro;
  - Mitridate che uccide Datame;
- un Autoritratto;
- il gruppo scultoreo Angelo custode;
- il bassorilievo dell'Addolorata (1845), per A. M. Ricci;
- il busto di Washington;

Nel museo dedicato ai Bienaimé a Marina di Carrara, sono conservate altre opere scultoree e pittoriche, in parte prelevate anche dalla casa del fratello maggiore, che realizzò un'erma in marmo del maestro Thorvaldsen (oggi conservata al museo di Copenaghen).